# Rari Nantes Florentia 2014-2015

## Rosa
| N° |                   | Ruolo | Giocatore           |
| -- | ----------------- | ----- | ------------------- |
|    | Italia (bandiera) | P     | Luca Mugelli        |
|    | Italia (bandiera) | P     | Massimiliano Cicali |
|    | Italia (bandiera) | D     | Francesco Coppoli   |
|    | Italia (bandiera) | D     | Niccolò Cecere      |
|    | Italia (bandiera) | D     | Giovanni Generini   |
|    | Cina (bandiera)   | D     | Feihu Tan           |
|    | Italia (bandiera) | CV    | Edoardo Bosazzi     |
|    | Italia (bandiera) | CV    | Fabio Gambacorta    |
|    | Italia (bandiera) | CV    | Tommaso Turchini    |

| N° |                   | Ruolo | Giocatore             |
| -- | ----------------- | ----- | --------------------- |
|    | Italia (bandiera) | CV    | Luigi Gobbi           |
|    | Italia (bandiera) | CV    | Giacomo Gragnani      |
|    | Italia (bandiera) | A     | Abraham Acosta Merino |
|    | Italia (bandiera) | A     | Lapo Dani             |
|    | Italia (bandiera) | A     | Federico Neri Panerai |
|    | Italia (bandiera) | A     | Enrico Calcaterra     |
|    | Italia (bandiera) | A     | Aldo Natale Ercolano  |
|    | Cina (bandiera)   | CB    | Nianxiang Liang       |
|    | Italia (bandiera) | CB    | Claudio Brancatello   |

| Allenatore: | Riccardo Vannini |

## Mercato
| Acquisti | Acquisti              | Acquisti   | Acquisti |
| R.       | Nome                  | da         |          |
| -------- | --------------------- | ---------- | -------- |
| D        | Giovanni Generini     | Nervi      |          |
| CV       | Fabio Gambacorta      | svincolato |          |
| CV       | Giacomo Gragnani      | Como       |          |
| A        | Abraham Acosta Merino | Nervi      |          |
| CB       | Enrico Calcaterra     | AN Brescia |          |

| Cessioni | Cessioni               | Cessioni         | Cessioni |
| R.       | Nome                   | a                |          |
| -------- | ---------------------- | ---------------- | -------- |
| D        | Andrea Di Fulvio       | Sport Management |          |
| D        | Matteo Gitto           | Acquachiara      |          |
| CV       | Giacomo Bini           | Sport Management |          |
| CV       | Paul Valentine Sindone | fine rapporto    |          |
| CB       | Nikola Eskert          | fine rapporto    |          |

## Risultati

### Serie A1

#### Girone di andata
| Arbitri: | Attilio Paoletti Roberto Petronilli |

|                                                                      |           |                               |
| Gaffuri, Milaković: 3 Krizman: 2 Busilacchi, Cesini, Foti, Jelača: 1 | Marcatori | 4: Coppoli 1: Ercolano, Gobbi |

| Arbitri: | Alessandro Severo Alessandro Sgarra |

|                                  |           | |
| Brancatello, Dani, Gambacorta: 1 | Marcatori | 5: Giorgetti 4: F. Di Fulvio 3: F. Lapenna, Prlainović 2: Felugo, Figari, Giacoppo 1: Figlioli, Fondelli, N. Gitto |

| Arbitri: | Giovanni Lo Dico Bruno Navarra |

|                                         |           |                                                                                 |
| Coppoli, Gambacorta: 2 E. Calcaterra: 1 | Marcatori | 3: Gavazzi, Guidaldi 2: Deserti 1: De Trane, A. Di Somma, Guidi, Loomis, Monari |

| Arbitri: | Massimo Calabrò Giuseppe Fusco |

|                                                                                |           |                                          |
| Pappacena: 3 Banovac: 2 Cuccovillo, Manzo, Parisi, Reynolds, Rigo, Spinelli: 1 | Marcatori | 2: Gambacorta, Gobbi 1: Bosazzi, Coppoli |

| Arbitri: | Daniele Bianco Marco Ercoli |

|  |           |                                                                     |
|  | Marcatori | 2: Đ. Filipović, B. Ivović, M. Lapenna 1: Bini, A. Di Fulvio, Razzi |

| Arbitri: | Fabio Brasiliano Antonio Pascucci |

|                                                                           |           |                                   |
| Leporale, Samuels, Vittorioso: 2 Africano, Di Rocco, Gianni, Maddaluno: 1 | Marcatori | 2: Coppoli, Tan 1: Gobbi, Panerai |

| Arbitri: | Luca Bianco Giuseppe Fusco |

|                                                    |           |                                                                          |
| Coppoli: 4 Ercolano: 2 Brancatello, Dani, Gobbi: 1 | Marcatori | 4: Brguljan 3: Baraldi 2: Buonocore 1: Campopiano, G. Mattiello, Velotto |

| Arbitri: | Stefano Alfi Attilio Paoletti |

|                                                                                         |           |                          |
| Alesiani: 4 Damonte: 3 Mistrangelo: 3 Colombo, G. Fiorentini, Fulcheris: 2 G. Bianco: 1 | Marcatori | 3: Gambacorta 1: Panerai |

| Arbitri: | Stefano Pinato Massimiliano Sponza |

|                                      |           |                                                                                                   |
| Coppoli, Ercolano, Panerai: 2 Tan: 1 | Marcatori | 3: Rizzo 2: Giorgi, Molina, N. Presciutti 1: D. Fiorentini, Guerrato, Napolitano, Nora, F. Pagani |

| Arbitri: | Fabio Ricciotti Alberto Rovida |

|                                                                |           |                                                         |
| Gallo, Radović, RenzutI. o: 2 Bertoli, Dolce, Foglio, Russo: 1 | Marcatori | 3: Coppoli 2: Gobbi, Liang 1: Ercolano, Gambacorta, Tan |

| Arbitri: | Marco Ercoli Bruno Navarra |

|                                                    |           |                                                                 |
| Coppoli: 5 Gambacorta: 2 Ercolano, Gobbi, Liang: 1 | Marcatori | 5: Petković 2: Marziali, Paškvalin 1: Lanzoni, Rossi, Valentino |

#### Girone di ritorno
| Arbitri: | Fabio Brasiliano Giovanni Lo Dico |

|                                      |           |                                                               |
| Coppoli: 3 Ercolano, Gobbi, Liang: 2 | Marcatori | 6: Jelača 2: Busilacchi, Krizman 1: Gaffuri, Milaković, Susak |

| Arbitri: | Stefano Alfi Giovanni Del Bosco |

|                                                                                     |           |                                      |
| Pijetlović: 5 F. Di Fulvio: 4 Felugo, Prlainović: 2 Fondelli, Giacoppo, N. Gitto: 1 | Marcatori | 2: Coppoli 1: Gambacorta, Liang, Tan |

| Arbitri: | Massimo Filippo Gomez Stefano Scappini |

|                                                                  |           |                                          |
| De Trane, A. Di Somma: 3 Deserti, E. Di Somma, Monari, Ravina: 1 | Marcatori | 2: Liang, Panerai 1: Coppoli, Gambacorta |

| Arbitri: | Gianluca Centineo Antonio Pascucci |

|                                                                    |           |                                                             |
| Generini: 4 Coppoli, Tan: 3 Brancatello: 2 Gambacorta, Gragnani: 1 | Marcatori | 3: Cuccovillo, Pappacena 2: Mirarchi, Spinelli 1: Innocenzi |

| Arbitri: | Raffaele Colombo Massimiliano Ruscica |

|                                                                             |           |                                                           |
| M. Luongo: 5 B. Ivović, M. Lapenna, Razzi, Sadovyy: 2 Bini, Đ. Filipović: 1 | Marcatori | 2: Gambacorta, Liang, Tan 1: Brancatello, Ercolano, Gobbi |

| Arbitri: | Luca Castagnola Massimo Savarese |

|                                         |           |                                                                                    |
| Gambacorta, Gobbi: 4 Coppoli: 2 Dani: 1 | Marcatori | 5: Samuels 4: A. Calcaterra 2: Colosimo, Vittorioso 1: Gianni, Leporale, Maddaluno |

| Arbitri: | Stefano Pinato Roberto Petronilli |

|                                                        |           |                                 |
| Brguljan: 4 G. Mattiello: 2 Di Costanzo, Migliaccio: 1 | Marcatori | 2: Coppoli 1: Gambacorta, Liang |

| Arbitri: | Bruno Navarra Stefano Riccitelli |

|                                                               |           |                                                        |
| Coppoli, Gobbi: 3 Brancatello, Panerai: 2 Dani, Gambacorta: 1 | Marcatori | 5: G. Fiorentini 4: Alesiani 3: Damonte 2: Mistrangelo |

| Arbitri: | Massimo Calabrò Giuseppe Fusco |

| |           |                                            |
| Napolitano: 5 Bodegas, Molina, Rizzo: 3 D. Fiorentini, Giorgi, Guerrato, F. Pagani: 2 Bruni, Nora: 1 | Marcatori | 1: Brancatello, Gambacorta, Gobbi, Panerai |

| Arbitri: | Daniele Bianco Massimiliano Sponza |

|                                                                     |           |                                                                               |
| Generini: 4 Gobbi: 3 Coppoli, Panerai: 2 Brancatello, Gambacorta: 1 | Marcatori | 5: Radović 4: Gallo 3: Klikovac 2: Mandolini, Saccoia 1: Dolce, Foglio, Russo |

| Arbitri: | Giovanni Lo Dico Massimiliano Ruscica |

| |           |                                                                            |
| Paškvalin: 5 S. Luongo: 3 Marziali: 2 Astarita, Ferrone, M. Gitto, Lanzoni, Petković, Rossi, Tozzi I. | Marcatori | 2: Gambacorta, Panerai 1: Brancatello, E. Calcaterra, Coppoli, Dani, Gobbi |

### Coppa Italia

#### Prima fase
Due gruppi da quattro squadre ciascuno. La Lazio è inclusa nel gruppo A.
| Arbitri: | Fabio Brasiliano Gianluca Centineo |

|                                                                                          |           |                                                           |
| A. Calcaterra, Di Rocco: 4 Gianni: 3 Africano, Leporale: 2 Cannella, Mele, Vittorioso: 1 | Marcatori | 2: Gambacorta, Panerai 1: AcostM. a, E. Calcaterra, Gobbi |

| Arbitri: | Fabio Brasiliano Luca Castagnola |

|                                                                    |           |                                                            |
| Coppoli: 3 E. Calcaterra, Ercolano, Gambacorta, Gobbi, Gragnani: 1 | Marcatori | 3: Spinelli 2: Murro 1: Innocenzi, Pappacena, Rigo, Vitola |

| Arbitri: | Luca Castagnola Gianluca Centineo |

| |           |                              |
| Petković: 4 Lanzoni, S. Luongo: 3 Marziali: 2 Astarita, M. Gitto, Paškvalin, ScottG. i, Valentino: 1 | Marcatori | 1: Ercolano, Gobbi, Gragnani |

## Statistiche

### Statistiche di squadra
| Competizione | Punti | In casa | In casa | In casa | In casa | In casa | In casa | In trasferta | In trasferta | In trasferta | In trasferta | In trasferta | In trasferta | Neutro | Neutro | Neutro | Neutro | Neutro | Neutro | Totale | Totale | Totale | Totale | Totale | Totale | DR   |
| Competizione | Punti | G       | V       | N       | P       | Gf      | Gs      | G            | V            | N            | P            | Gf           | Gs           | G      | V      | N      | P      | Gf     | Gs     | G      | V      | N      | P      | Gf     | Gs     | DR   |
| ------------ | ----- | ------- | ------- | ------- | ------- | ------- | ------- | ------------ | ------------ | ------------ | ------------ | ------------ | ------------ | ------ | ------ | ------ | ------ | ------ | ------ | ------ | ------ | ------ | ------ | ------ | ------ | ---- |
| Serie A1     | 4     | 11      | 1       | 0       | 10      | 93      | 157     | 11           | 0            | 1            | 10           | 69           | 150          | 0      | 0      | 0      | 0      | 0      | 0      | 22     | 1      | 1      | 20     | 162    | 307    | -145 |
| Coppa Italia | -     | 0       | 0       | 0       | 0       | 0       | 0       | 0            | 0            | 0            | 0            | 0            | 0            | 3      | 0      | 0      | 3      | 18     | 44     | 3      | 0      | 0      | 3      | 18     | 44     | -26  |
| Totale       | -     | 11      | 1       | 0       | 10      | 93      | 157     | 11           | 0            | 1            | 10           | 69           | 150          | 3      | 0      | 0      | 3      | 18     | 44     | 25     | 1      | 1      | 23     | 180    | 351    | -171 |

### Classifica marcatori
| Tot. | Giocatore             | A1 | CI |
| ---- | --------------------- | -- | -- |
| 44   | Francesco Coppoli     | 41 | 3  |
| 29   | Fabio Gambacorta      | 26 | 3  |
| 27   | Luigi Gobbi           | 24 | 3  |
| 15   | Federico Neri Panerai | 13 | 2  |
| 12   | Aldo Ercolano         | 10 | 2  |
| 11   | Nianxiang Liang       | 11 | 0  |
| 10   | Claudio Brancatello   | 10 | 0  |
| 10   | Feihu Tan             | 10 | 0  |
| 8    | Giovanni Generini     | 8  | 0  |
| 5    | Lapo Dani             | 5  | 0  |
| 4    | Enrico Calcaterra     | 2  | 2  |
| 3    | Giacomo Gragnani      | 1  | 2  |
| 1    | Edoardo Bosazzi       | 1  | 0  |
| 1    | Abraham Acosta Merino | 0  | 1  |